# (152212) 2005 RG
2005 أر جي (ويعرف أيضًا باسم (152212) 2005 أر جي وفق تسمية الكوكب الصغير) (بالإنجليزية: 2005 RG)‏ هو كويكب ضمن حزام الكويكبات؛ وترتيبه 152212 من حيث الاكتشاف.
اكتُشف هذا الجُرم الفلكي بواسطة جيمس ويتني يونغ في 1 سبتمبر 2005.

## وصلات خارجية
- (152212) 2005 RG في قاعدة بيانات مختبر الدفع النفاث لأجرام النظام الشمسي الصغيرة

- الاكتشاف · مخطط المدار ·  العناصر المدارية · المعلمات المادية

- (152212) 2005 RG على موقع ويكي سكاي: DSS2, SDSS, GALEX, IRAS, Hydrogen α, X-Ray, Astrophoto, Sky Map, Articles and images